# Camp Stanford (Californie)
Le camp Stanford est un camp de toile de la guerre de Sécession mis en place le 3 mars 1863, dans l'actuel Stockton en Californie. Il est situé dans le périmètre non-développé de l'époque de la ville, occupant deux blocs carrés de terrain, maintenant délimité par les rues Roses, Acacia, Van Buren et Monroe.
Le Stockton Daily Independent, du lundi 2 mars 1863 rapporte :

« SOLDATS - Capitaine P.B. WHANNELL, de la compagnie G du 1st Cavalry, amènera 28 hommes dans cette ville ce mardi soir, pour prendre ses quartiers dans le camp choisi par le colonel BROWN, qui, nous sommes informés, s'appellera camp Stanford »

Le camp Stanford sert de point d'entrée en service pour la compagnie G, du 1st California Cavalry qui est entrée au service des États-Unis le 12 juin 1863. La compagnie F, de ce régiment entre en service ici le 31 octobre 1863.